# Estatut de Roma

Membres i signants de l'Estatut de Roma
Estat membre
Signatura no ratificada
Estat membre i després retirat
Signant i després retirada la signatura
Estat no membre ni signant

L'Estatut de Roma és l'instrument constitutiu de la Cort Penal Internacional. Va ser adoptat a la ciutat de Roma, el 17 de juliol de 1998, durant la Conferència Diplomàtica de Plenipotenciaris de les Nacions Unides sobre l'establiment d'una Cort Penal Internacional.
Durant la Conferència, els Estats Units, Israel i la Xina van fer causa comuna en contra d'aquest. Malgrat això tant Israel com els Estats Units van signar però no van ratificar el Tractat. De fet, la signatura per la part nord-americana la va realitzar l'expresident Bill Clinton només un dia abans de deixar el poder a George W. Bush.
Estats Units va proposar que l'ús militar de nens no fóra considerada un crim de guerra, proposta que va ser tombada.
Malgrat l'experiència internacional en subscripció de tractats multilaterals, el mateix estatut fixà un alt quorum per a la seva entrada en vigència (60 països). No obstant això, el procés va ser summament ràpid, partint per Senegal fins que deu països en conjunt van dipositar davant la Secretaria General de les Nacions Unides l'instrument de ratificació l'11 d'abril de 2002. L'Estatut va entrar en vigència l'1 de juliol del 2002.
El 28 d'octubre de 2005 Mèxic va ser el centèsim país en ratificar l'Estatut.

## Estructura
L'Estatut s'estructura de la següent forma:
- Preàmbul
- Part I: De l'establiment de la cort (Articles 1-4)
- Part II: De la competència, l'admissibilitat i el dret aplicable (5-21)
- Part III: Dels principis generals de dret penal (22-33)
- Part IV: De la Composició i administració de la cort (34-52)
- Part V: De la investigació i l'enjudiciament (53-61)
- Part VI: Del Judici (62-76)
- Part VII: De les Penes (77- 80)
- Part VIII: De l'Apel·lació i la revisió (81-85)
- Part IX: De la cooperació internacional i l'assistència judicial (86-102)
- Part X: De l'execució de la pena (103-111)
- Part XI: De l'Assemblea dels estats parts (112)
- Part XII: Del finançament (113-118)
- Part XIII: Clàusules finals (119-128)